# Союз спасения Румынии
Союз спасения Румынии (рум. Uniunea Salvați România; USR) — румынская парламентская политическая партия, сформированная в 2016 году после успеха на местных выборах Союза спасения Бухареста (рум. Uniunea Salvați Bucureștiul, USB). После официальной регистрации в качестве политической партии в 2016 году, она 21 августа 2016 года объединилась с Союзом спасения Бухареста и Союзом Кодля (рум. Uniunea pentru Codlea).

## Идеология
Вице-президент Союза спасения Румынии Клотильда Арманд заявляла, что у партии нет определённой идеологии.

## История
1 июля 2015 года президент Ассоциации спасения Бухареста (рум. Asociaţiei Salvaţi Bucureştiul) Никушор Дан, объявил о создании партии Союз спасения Бухареста. Среди задач новой организации заявлялось сохранение исторической застройки города, улучшение управления, защита прав горожан.
23 февраля 2016 года Никушор Дан опубликовал в Facebook свою программу на выборах в мэры Бухареста. Дан, на выборах мэра, и Союз, на выборах в городской совет, заняли второе место. Вечером 5 июня, в день местных выборов, Дан объявил о намерении зарегистрировать общенациональную партию Союз спасения Румынии.
21 августа 2016 года Союз спасения Румынии, Союз спасения Бухареста и Союз Кодля объединились в единую партию для совместного участия в парламентских выборах 2016 года.

## Выборы
Первыми в истории новой партии выборами стали местные выборы в Бухаресте. Лидер Союза Никушор Дан занял второе место на выборах мэра румынской столицы, набрав 175 119 голосов (30,52 %). На выборах в городской совет Союз также финишировал на втором месте, набрав около 25 % голосов и завоевав 15 мест из 55.
Следующими выборами, в которых партия приняла участие, стала кампания по избранию нового состава румынского парламента в декабре 2016 года. По данным опросов партия могла получить от 7 до 15 % голосов. По итогам выборов, Союз спасения Румынии получил на выборах в Сенат 629 375 голосов (8,92 %) и 625 154 голосов (8,87 %) на выборах в Палату депутатов, став третьей по популярности партией в стране, пропустив вперёд социал-демократов и национал-либералов.